# El rito (película de 1969)
El rito (Riten) es una película dirigida por Ingmar Bergman, estrenada el 25 de marzo de 1969 en televisión.

## Sinopsis
A tres artistas conocidos internacionalmente (Hans y Thea Winkelmann y Sebastian Fischer) les han censurado un número y los han denunciado. Son llamados a un interrogatorio por el juez de instrucción, Ernst Abrahamsson. Anteriormente, Thea había estado casada con otro miembro de la compañía, que murió en una pelea con Sebastian. Thea se ha vuelto a casar con Hans Winkelmann.
En la sala de interrogatorios, el juez se encuentra primero con los tres, luego interroga sucesivamente a Sebastian, Hans y Thea. Entre estas escenas tienen lugar encuentros de dos en dos (Sebastian y Thea, Thea y Hans, Hans y Sebastian). En la última escena, los tres represtentan el rito denunciado ante el juez, a quien le da un ataque al corazón.

## Reparto
- Ingrid Thulin (Thea Winkelmann)
- Anders Ek (Sebastian Fischer)
- Gunnar Björnstrand (Hans Winkelmann)
- Erik Hell (doctor Abrahamsson)
- Ingmar Bergman (el confesor)

## Datos
- Jefe de producción: Lars-Owe Carlberg.
- Decorados: Lennart Blomqvist.
- Sonido: Olle Jacobssen.
- Vestuario: Mago.

- Datos: Q1187530